# Культовые сооружения Днепра

Культовые сооружения Днепра

## Православные
- Спасо-Преображенский кафедральный собор. 1830—1835 годы. Сооружен по проекту О.Захарова. Исторический центр города — собор заложила сама Екатерина II. По плану строительства 1786 года Преображенский собор должен был превзойти размерами римский собор святого Петра. (пл. Соборная, 15а)
- Свято-Троицкий кафедральный собор(пл. Троицкая, 7)
- Кафедральный собор святых Петра и Павла (пр. Свободы, 89, https://web.archive.org/web/20170610164130/http://petraipavla.dp.ua/)
- Храм иконы Божией Матери «Иверская» (ул. Семафорная, 60)
- Брянская Николаевская церковь (пр-т. Сергея Нигояна, 66; возвращена церкви, но продолжает использоваться как Дом органной и камерной музыки, богослужения совершаются в подвальном помещении).
- Храм Святого Равноапостольного князя Владимира (пр-т Ивана Мазепы, 4  , http://vladimir.dp.ua)
- Храм Всех Святых
- Храм Святой Великомученицы Екатерины (ул.Титова, 29) на территории СМБ-1 (56 медсанчасть)
- Храм иконы Божией Матери «Скоропослушница» (ул. Захарченко, 14/121)
- Храм иконы Божьей Матери «В скорбях и печалях Утешение» (ул. Мандрыковская, 127)
- Храм преподобного Агапита Печерского (ул. Батумская, 13)
- Храм преподобных Антония и Феодосия Печерских (ул. Рылеева, 36)
- Храм преподобного Иоанна Кронштадтского (пер. С. Крушельницкой, 7)
- Храм преподобного Серафима Саровского (ул. Луганская, 3)
- Храм Св. Георгия Победоносца (ул. Бородинская, 41)
- Храм Св. прав. Лазаря Четверодневного (ул. Севастопольская, 26)
- Храм Святого Александра Невского (ул. Адлерская, 29-а)
- Свято-Благовещенский храм  (ул. Рабочая, 3-б)
- Свято-Варваринский храм при Свято-Тихвинском женском монастыре (ул. Надежды Алексеенко, 171).
- Свято-Духовский храм (ул. Новошкольная, 6)
- Свято-Духовский храм (пр. Металлургов, 43, сайт: http://svdh.dp.ua)
- Свято-Ильинский храм (ул. Моторная, 141-а)
- Свято-Ильинский храм (ул. Баженова, 15)
- Свято-Иоанно-Богословский храм (ул. Крепостная, 24)
- Свято-Крестовоздвиженский храм (ул. Арзамасская, 59)
- Свято-Николаевский храм на Монастырском острове (http://ostrov-dp.at.ua/)
- Свято-Николаевский храм (пер. Яровой, 1)
- Свято-Николаевский храм (ул. Радостная, 60-А)
- Свято-Николаевский храм (ул. Крепостная, 108)
- Свято-Николаевский храм (ул. Желябова, 29)
- Свято-Николаевский храм (ул. Мильмана, 63)
- Свято-Пантелеймоновский храм (ул. Паникахи, 13)
- Свято-Покровский храм (ул. Воспоминаний, 65)
- Свято-Покровский храм (ул. Мостовая, 51)
- Свято-Покровский храм (ул. Клубная, 34)
- Свято-Трехсвятительский храм (ул. Юридическая, 1)
- Свято-Троицкий храм (ул. Передовая, 532)
- Свято-Успенский храм (ул. Степная, 5)
- Храм Святого Апостола и Евангелиста Иоанна Богослова (ул. Нарвская, 171, http://ioannbogoslov.church.ua/)
- Храм Святого ап. и ев. Луки
- Храм Святого Архистратига Михаила (ул. Бутовая, 106)
- Храм Святого Архистратига Михаила (пр-т Петра Калнышевского)
- Храм Святой преподобной Ксении Римской (ул. Бехтерева, 1)
- Храм Святых мучеников Космы и Дамиана (пл. Соборная, 14)
- Храм Святых равноапостольных Константина и Елены (ул. Янгеля, 22)
- Храм Рождества пресвятой Богородицы (ул. Набережная Заводская, напротив перекрёстка с ул. Юрия Кондратюка)
- Храм Всех Святых и Храм в Честь Иконы Божьей Матери Споручница грешных ()
- Церковь Воздвижения Креста Господня 133-го пехотного Симферопольского полка

## Католические
- Римско-католический приход святого Иосифа (пр-т. Дмитрия Яворницкого, 91)

## Протестантские
- Духовный центр "Возрождение", ул. Рабочая, 23в (vo.org.ua)
- Евангелическо-Лютеранская церковь Св. Екатерины (просп. Дмитрия Яворницкого, 103)
- Храм Свет Евангелия (церковь пятидесятников) (ул. Байкальская, 39)
- Независимая церковь христиан-баптистов "ВОЗРОЖДЕНИЕ", ул. Антоновича, 71 ([сайт церкви http://baptist.com.ua])

## Иудейские
- Золотая роза — хоральная синагога (ул. Шолом Алейхема, 4)
- Синагога (ул. Коцюбинского, 7)

## Мусульманские
- Мечеть (ул. Оренбургская, 86)

## Караимские
- Кенасса (ул. Европейская, 4)